# Albert Joseph Wallace

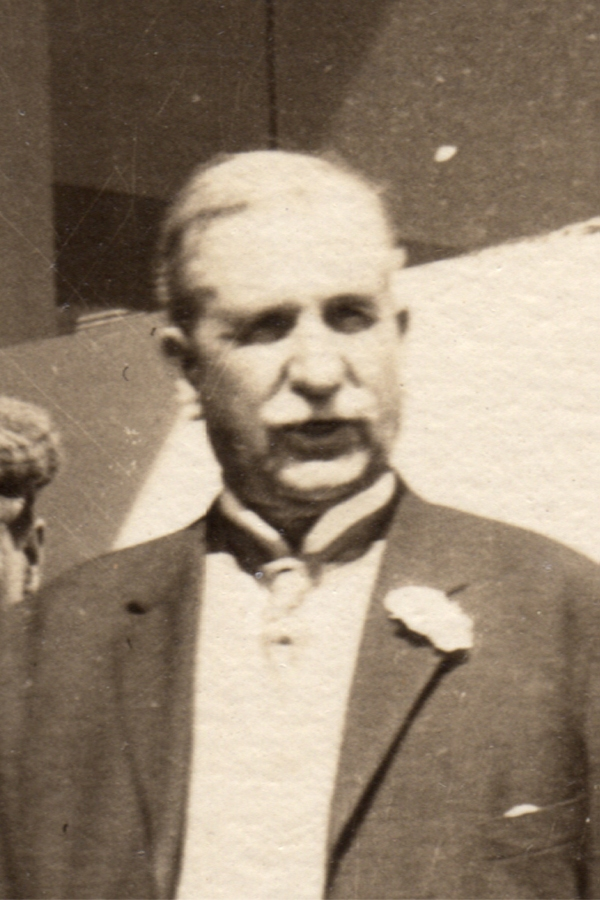
Albert Joseph Wallace

Albert Joseph Wallace (* 11. Februar 1853 in Ontario, Provinz Kanada; † 23. Februar 1939 in Los Angeles, Kalifornien) war ein US-amerikanischer Politiker. Zwischen 1911 und 1915 war er Vizegouverneur Bundesstaates Kalifornien.

## Werdegang
Im Jahr 1886 kam Albert Wallace mit seinem Bruder nach Pasadena in Kalifornien, wo im Immobiliengeschäft tätig war. Zwölf Jahre später zog er nach Los Angeles, wo er einige Ölfirmen gründete. Politisch schloss er sich der Republikanischen Partei an. Zwischen 1908 und 1910 saß er im dortigen Stadtrat, wo er den Finanzausschuss leitete. Wallace war auch Mitglied der Abstinenzbewegung. Ab 1895 war er Kurator der University of Southern California. Von 1924 bis 1927 war er deren Kuratoriumsvorsitzender.
1910 wurde Wallace an der Seite von Hiram Johnson zum Vizegouverneur von Kalifornien gewählt. Dieses Amt bekleidete er zwischen 1911 und 1915. Dabei war er Stellvertreter des Gouverneurs und Vorsitzender des Staatssenats. Im Jahr 1920 trat er erfolglos in den republikanischen Vorwahlen für den US-Senat an. 1924 war er Ersatzdelegierter zur Republican National Convention, auf der Präsident Calvin Coolidge zur Wiederwahl nominiert wurde. Er starb am 23. Februar 1939 in Los Angeles, wo er auch beigesetzt wurde.